# Río Bustablado
El río Bustablado es un curso fluvial del norte de la península ibérica que discurre por Cantabria (España). Pertenece a la cuenca hidrográfica del río Asón, al cual afluye. 

## Curso
Tiene una longitud de 7,220 kilómetros, con una pendiente media de 3,7º. Discurre entre praderas salpicadas de árboles autóctonos y pequeñas cabañas para el ganado, atravesando los barrios del pueblo de su nombre, Bustablado (Arredondo).
Recibe las aguas de numerosas cavidades de la zona.